# IMG公司
国际管理集团（英語：International Management Group，缩写：IMG），是总部位于美国纽约的一个全球性运动、赛事及体育经济、娱乐经纪的公司。

## 历史
2013年被WME与银湖资本共同收购，形成WME|IMG公司格局。2017年，集团内部进行内重组，成立控股公司Endeavor，成为泛娱乐经济巨头Endeavor的重要业务版图之一。
在经纪人代理领域，IMG代理过诸多明星经济业务，如超模米兰达·可儿，在大中华地区，运动员李娜、谷爱凌、苏翊鸣、郑钦文是属于该公司的知名球星。